# Walèbo
Walèbo est une localité située au sud-ouest de la Côte d'Ivoire et appartenant au département de Soubré, dans la Région de la Nawa. La localité de Walèbo est un chef-lieu de commune.